# Стрелба
Стрелба се нарича произвеждането на изстрел или изстрели със стрелково оръжие. Според условията в които се провежда, стрелбата може да бъде бойна или спортна. При огнестрелните оръжия, се различава автоматична и единична стрелба. Спортните оръжия изключително рядко имат възможност за провеждане на автоматична стрелба. Спортната стрелба от своя страна се дели на ловна и състезателна. Под самото название спортна стрелба се разбират най-често олимпийските дисциплини.